# Patanjali
Patanjali (en devanagari पतञ्जलि, Patañjali) (potser segle ii aC) és el compilador real o mític del Yoga Sutra, una col·lecció important d'aforismes sobre la pràctica del ioga, que constitueix la primera codificació escrita tractant d'aquest tema. Per això se'l considera sovint com el fundador del ioga, tot i que el Ioga Sutra es basa en l'escola samkhya i texts hindús anteriors com el Bhagavad Gita. A més, el ioga en tant que via d'unificació de la consciència, ja s'esmenta en els Purana, els Veda i els Upanixad. Tanmateix, el seu treball representa una obra major de la literatura hindú, i serveix de base al Raja-ioga, del qual Patanjali analitza els principis i les tècniques. Patanjali és considerat com un avatar d’Adi Sesha.
El ioga de Patanjali és una de les sis escoles (o darsanes) de la filosofia hindú. Els seus sutres constitueixen la referència més antiga al terme ashtanga-ioga, literalment els vuit membres del ioga.
Es creu que és un autor i compilador d'una sèrie d'obres en sànscrit. S'especula si el savi Patanjali és l'autor de totes les obres que se li atribueixen, ja que es coneixen diversos autors històrics del mateix nom. Durant el segle XX s'ha dedicat una gran quantitat d'estudis a la qüestió de la historicitat o la identitat d'aquest autor o d'aquests autors.

## Nom
Segons Monier Monier-Williams, la paraula Patanjali és un nom compost de patta (sànscrit: पत, 'caure, volar') i añj (अञ्ज्, 'honor, celebrar, bella') o añjali (अञ्जलि, 'reverència, unir els palmells de la mà').

## Identitats
Entre els autors més importants anomenats Patanjali es troben:
- L'autor del Mahābhāṣya, un antic tractat de gramàtica i lingüística sànscrita, basat en l'Aṣṭādhyāyī de Pànini. La vida d'aquest Patanjali està datada a mitjans del segle II aC per erudits occidentals i indis.[13][14][15][16] Aquest text es titulava com a bhashya o comentari de l'obra de Katyayana -Pāṇini de Patanjali, però és tan venerat en les tradicions índies que és àmpliament conegut simplement com Mahā-bhasya o Gran comentari. Segons Ganesh Sripad Huparikar, en realitat, Patanjali (segle II aC), el precursor entre els comentaristes gramaticals antics, va adoptar un mètode etimològic i dialèctic d'explicar en el conjunt del seu 'Mahābhāshya' (Gran Comentari), i això ha suposat, en la literatura de comentaris posterior la forma definida de 'Khanda-anvaya'. Tan vigorós, ben raonat i vast és el seu text, que aquest Patanjali ha estat l'autoritat com a darrer gramàtic del sànscrit clàssic durant més de 2.000 anys, amb Pāṇini i Kātyāyana. Les seves idees sobre l'estructura, la gramàtica i la filosofia del llenguatge també han influït en estudiosos d'altres religions índies com el budisme i el jainisme.[17][18]
- El compilador del Ioga sutra, un text sobre la teoria i la pràctica del ioga,[19] i un destacat erudit de l'escola Samkhya de filosofia hindú.[20][21] S'estima que va viure entre el segle II aC i el segle IV dC, amb molts estudiosos reduint aquest període entre els segles II i IV dC.[22][19][23] El Iogasutras és un dels textos més importants de la tradició índia i la base del ioga clàssic.[24] És el text de ioga indi que més es va traduir en la seva època medieval a quaranta llengües índies.[25]
- L'autor d'un text mèdic anomenat Patanjalatantra. Se'l cita i aquest text es cita en molts textos medievals relacionats amb les ciències de la salut, i Patanjali és anomenada una autoritat mèdica en uns quants textos sànscrits com Yogaratnakara, Yogaratnasamuccaya i Padarthavijnana.[26] Hi ha un quart erudit hindú també anomenat Patanjali, que probablement va viure al segle VIII dC i va escriure un comentari sobre Charaka Samhita i aquest text es diu Carakavarttika.[27] Segons uns quants erudits indis de l'època moderna com PV Sharma, els dos erudits mèdics anomenats Patanjali poden ser la mateixa persona, però una persona completament diferent del Patanjali que va escriure el clàssic de la gramàtica sànscrita Mahābhashya.[27]
- Patanjali és un dels 18 siddhars de la tradició tamil siddha (Xiva).[28]

Patanjali continua sent honrat amb invocacions i santuaris en algunes formes de ioga postural modern, com Ioga Iyengar i Ashtānga Vinyāsa Yoga.

## Biografia
No es conserven testimonis ni referències sobre qui era Patanjali. Segons la tradició hindú, s'identifica amb el gramàtic que va ser l'autor del Mahabhasya (Gran comentari), un comentari molt important de l'Astadhyayi (Gramàtica) de Pànini, lingüista del segle v aC que va establir les regles de morfologia del sànscrit. Aquest comentari subministra un mètode d'interpretació essencial que servirà de model a tota la literatura de l'escolàstica sànscrita. Es compon de llargs debats dialogats entre uns quants interlocutors que sostenen tesis diferents.
A l'Índia han existit molts altres personatges importants amb aquest nom. Ja sigui per identificar membres d'un clan del sacerdot vèdic Asurayana, o per exemple, un mestre del samkhya referenciat en el text Yukti-dipika de finals del segle vii dC o principis del VIII dC.
Molts estudiosos, inclòs Louis Renou, han suggerit que el Patanjali que va escriure sobre ioga era una persona diferent del Patanjali que va escriure un comentari sobre la gramàtica de Panini. El 1914, James Wood va proposar que eren la mateixa persona. El 1922, Surendranath Dasgupta va presentar una sèrie d'arguments per proposar provisionalment que el famós text de la gramàtica i l'autor del text del ioga podrien ser idèntics.
L'opinió que probablement aquests eren dos autors diferents és generalment acceptada, però uns quants estudiosos occidentals els consideren com una sola entitat.
Alguns en la tradició índia han considerat que un Patanjali va escriure tractats de gramàtica, medicina i ioga. Això ha estat recordat en un vers de Bhoja al començament del seu comentari sobre els Yogasutras anomenat Rājamārttanda (segle XI), i el vers següent trobat al text de Shivarama del segle xvii:
| « | योगेन चित्तस्य पदेन वाचां मलं शरीरस्य च वैद्यकेन। योऽपाकरोत्तं प्रवरं मुनीनां पतञ्जलिं प्राञ्जलिरानतोऽस्मि॥ | » |

| « | Yōgēna cittasya padēna vācāṁ malaṁ śarīrasya ca vaidyakēna. Yōpākarōttaṁ pravaraṁ munīnāṁ patañjaliṁ prāñjalirānatōsmi | » |

| « | M'inclino amb les meves mans juntes davant l'eminent savi Patañjali, que va eliminar les impureses de la ment mitjançant el ioga, de la parla mitjançant la gramàtica i del cos mitjançant la medicina. | » |

Aquesta tradició és discutida per Meulenbeld que remunta aquesta idea relativament tardana a Bhoja (segle XI), que potser va ser influenciat per un vers de Bhartṛhari (ca. segle V) que parla d'un expert en ioga, medicina i gramàtica que, però, no té nom. Cap text sànscrit conegut abans del segle X afirma que el mateix Patanjali estava darrere dels tres tractats.
Es diu que el savi Patanjali va aconseguir el Samadhi mitjançant la meditació iòga al temple Brahmapureeswarar situat a Tirupattur, Tamil Nadu, Índia. Jeeva Samadhi del savi Patanjali, que ara és una sala de meditació tancada, es pot veure a prop del santuari de Brama dins del complex del temple Brahmapureeswarar.

### Tradició gramatical
En la tradició gramatical, es creu que Patanjali va viure al segle II aC. Va escriure un Mahabhasya sobre els sutres de Panini, en una forma que citava el comentari de les vārttikas de Katyayana. Aquest és un treball important sobre la gramàtica i la lingüística del sànscrit. La datació de Patanjali i el seu Mahabhasya s'estableix per una combinació d'evidències, les del període de l'Imperi Maurya, els esdeveniments històrics esmentats en els exemples que va utilitzar per explicar les seves idees, la cronologia dels textos sànscrits clàssics antics que respecten els seus ensenyaments i la menció del seu text o del seu nom a la literatura índia antiga. Dels tres gramàtics antics, la datació cronològica de Patanjali a mitjans del segle II aC es considera raonablement precisa per l'erudició generalitzada.
El text va influir en la literatura gramatical budista, així com en les memòries de viatgers a l'Índia. Per exemple, el pelegrí xinès I-tsing esmenta que el Mahabhasya s'estudia a l'Índia i els estudiosos avançats l'aprenen en tres anys.

### Tradició del ioga
Auto estudi
Practicar l'autoestudi,
per comunicar-se amb
la teva divinitat escollida.
En la tradició del ioga, Patanjali és un nom venerat. L'obra d'aquest Patanjali comprèn els sutres sobre el ioga (Yogasūtra) i el comentari integral als sutres, anomenat Bhāṣya. Alguns consideren que els sutres i el Bhaṣya van tenir autors diferents, el comentari s'atribueix a un editor (Skt. vyāsa). Segons Phillipp Maas, la mateixa persona anomenada Patanjali va compondre els sutres i el comentari de Bhāṣya.
Radhakrishnan i Moore atribueixen el text al gramàtic Patanjali, datant-lo com el segle II aC, durant l'Imperi Maurya (322-185 aC). Maas estima que la data del Yogasutra de Patanjali és d'uns 400 dC, basant-se en el seguiment dels comentaris publicats al primer mil·lenni dC. Edwin Bryant, d'altra banda, fa una enquesta als principals comentaristes en la seva traducció dels Yoga Sūtras. Afirma que «la majoria dels estudiosos daten el text poc després del tombant de l'Era Comú (al voltaniversost del segle I al II), però que s'ha col·locat ja uns quants segles abans». Bryant conclou que « uns quants estudiosos han datat els Yoga Sūtras fins al segle IV o V dC, però tots aquests arguments han estat qüestionats», i la cronologia tardana d'aquest Patanjali i el seu text són problemàtics.

### Llegenda tamil saivita

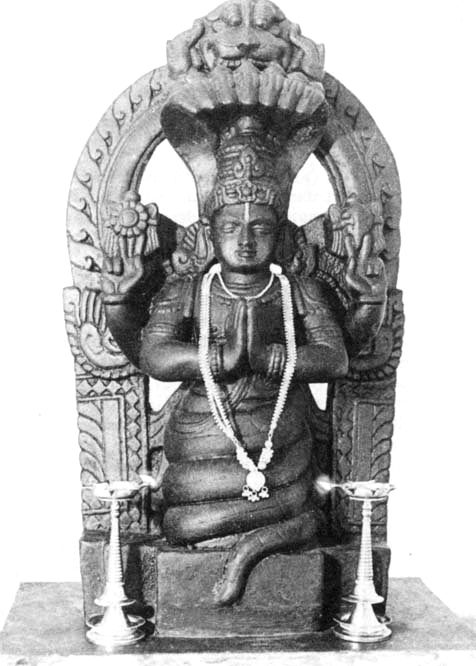
Una estàtua de Patanjali amb garlandes

Pel que fa als seus primers anys, la tradició tàmil Saiva Siddhanta al voltant del segle X dC sosté que Patanjali va aprendre ioga juntament amb altres set deixebles del gran guru iòguic Nandhi Deva (Nandi (hinduisme)), tal com s'indica al Tirumandiram de Tirumular (Tantra 1). Es diu que el seu Samadhi es troba al temple de Rameswaram Shiva i un santuari per a ell encara existeix al temple.
| « | Nandhi arulPetra Nadharai Naadinom Nandhigal Nalvar Siva Ioga MaaMuni Mandru thozhuda Patañjali Vyakramar Endrivar Ennodu (Thirumoolar) Enmarumaame | » |

Traducció
| « | Vam buscar els peus del Déu que va agraciar Nandikesvara Els quatre nandhis, Sivayoga Muni, Patañjali, Vyaghrapada i jo (Thirumoolar) Nosaltres érem aquests vuit. | » |

## Obres

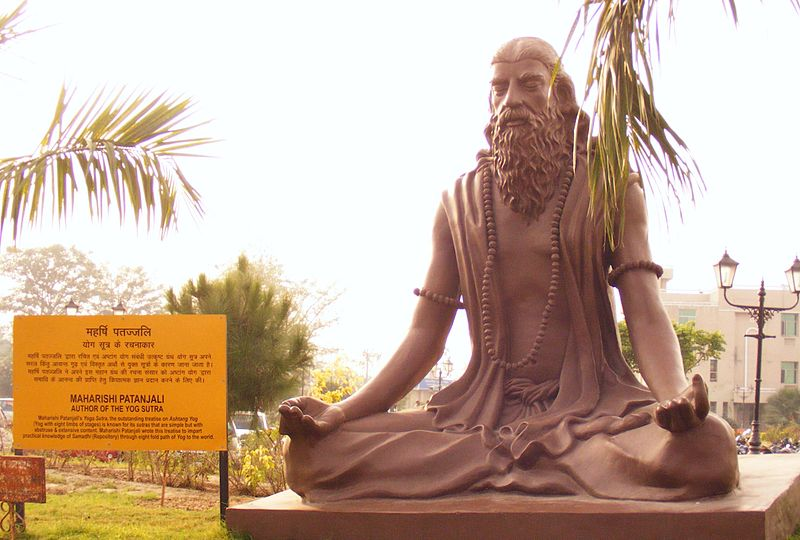
Patanjali - Representació d'art modern a Patanjali Yogpeeth, Haridwar

Si les dues obres, el Yoga Sutras i el Mahābhāṣya, són del mateix autor ha estat objecte de considerable debat. L'autoria dels dos s'atribueix per primera vegada a la mateixa persona al Rajamartanda de Bhojadeva, un comentari relativament tardà (segle X) sobre els Yoga Sutras, així com uns quants textos posteriors. Pel que fa als propis textos, el Yoga Sutra iii.44 cita un sutra com el de Patanjali pel seu nom, però aquesta línia en si no prové del Mahābhāṣya. Aquesta llegenda del segle X de l'autoria única és dubtosa. Els estils i continguts literaris dels Yogasūtras i del Mahābhāṣya són completament diferents, i l'única obra sobre medicina atribuïda a Patanjali s'ha perdut. Les fonts de dubte són la manca de referències creuades entre els textos i la manca de consciència mútua entre ells, a diferència d'altres casos de múltiples obres d'autors sànscrits (posteriorment). A més, alguns elements dels Yoga Sutras poden datar tan tard com el segle IV dC, però aquests canvis poden ser deguts a una autoria divergent, o a addicions posteriors que no són atípiques en la tradició oral. La majoria dels estudiosos es refereixen a les dues obres com a de Patanjali, sense voler dir que siguin del mateix autor.
A més dels Mahābhāṣya i Ioga Sūtras, el comentari del segle XI sobre Charaka de l'erudit bengalí Chakrapani Datta i el text del segle xvi Patanjalicarita atribueix a Patanjali un text mèdic anomenat Carakapratisaṃskṛtaḥ que és aparentment lost revision del tractat mèdic de Caraka. Tot i que en l'obra mèdica hi ha un breu tractat sobre ioga anomenat Carakasaṃhitā (de Caraka), cap al final del capítol anomenat śārīrasthāna, destaca per no semblar gaire amb els Yoga Sūtras i, de fet, presenta una forma de vuit ioga que és completament diferent de l'exposat per Patanjali als Yoga Sūtras i al comentari Yogasūtrabhāṣya.

### Ioga Sutra
Els Yoga Sūtras de Patanjali són 196 sutres indis (aforismes) sobre ioga. Va ser el text indi antic més traduït a l'època medieval, després d'haver estat traduït a una quarantena de llengües índies i dues llengües no índies: el javanès antic i l'àrab. El text va caure en l'obscuritat durant gairebé 700 anys des del segle XII fins al XIX, i va tornar a la fi del segle xix gràcies als esforços de Vivekananda i altres. Va tornar a guanyar protagonisme com a clàssic del retorn al segle xx.
Abans del segle xx, la història indica que l'escena del ioga índia estava dominada per altres textos de ioga com el Bhagavad Gita, el Yoga Vasistha i el Yoga Yajnavalkya. Els estudiosos consideren que les formulacions del Yoga Sūtras de Patanjali són un dels fonaments de la filosofia del ioga clàssic de l'hinduisme.

### Mahābhāṣya
El Mahābhāṣya (gran comentari) de Patanjali sobre l’Aṣṭādhyāyī de Pāṇini és una primera exposició important sobre Pāṇini, juntament amb la Varttika una mica anterior de Katyayana. Patanjali es relaciona amb la manera com les paraules i els significats s'associen - Patanjali afirma shabdapramâNaH - que el valor probatori de les paraules és inherent a ells, i no es deriva externament - l'associació paraula-significat és natural. Aquestes qüestions de la relació paraula-significat (símbol) s'elaborarien en la tradició lingüística sànscrita, en els debats entre les escoles Mimamsa, Nyaya i budistes durant els quinze segles següents.

### Sphota
Patanjali també defineix una noció primera de sphota, que seria elaborada considerablement per lingüistes sànscrits posteriors com Bhartrihari. A Patanjali, un sphoTa (de sphuT, brot/esclat) és la qualitat invariant de la parla. L'element sorollós (dhvani, part audible) pot ser llarg o curt, però l'sphoTa no es veu afectat per les diferències individuals dels altaveus. Així, una sola lletra o so (varNa) com k, p o a és una abstracció, diferent de les variants produïdes en l'enunciació real. Aquest concepte s'ha relacionat amb la noció moderna de fonema, la distinció mínima que defineix sons semànticament diferents. Així, un fonema és una abstracció per a una sèrie de sons. No obstant això, en escrits posteriors, especialment a Bhartrihari (segle VI d.C.), la noció de sphoTa canvia per fer-se un estat més mental, que precedeix l'enunciat real, semblant al lema.
Els escrits de Patanjali també elaboren alguns principis de morfologia (prakriyā). En el context de l'elaboració dels aforismes de Pāṇini, també discuteix el comentari de Katyayana, que també són aforístics i semblants als sūtra; en la tradició posterior, aquests es van transmetre tal com estava integrat en la discussió de Patanjali. En general, defensa moltes posicions de Pāṇini que es van interpretar de manera una mica diferent a Katyayana.

### La metafísica com a motivació gramatical
A diferència dels objectius de Pāṇini a l'Ashtyadhyayi, que és distingir les formes i els significats correctes dels incorrectes (shabdaunushasana), els objectius de Patanjali són més metafísics. Aquests són la recitació correcta de les escriptures (Agama), el manteniment de la puresa dels textos (raksha), la clarificació de l'ambigüitat (asamdeha) i també l'objectiu pedagògic de proporcionar un mecanisme d'aprenentatge més fàcil (laghu). Aquesta inclinació metafísica més forta també ha estat indicada per uns quants com un dels temes unificadors entre els Yoga Sutras i el Mahābhāṣya, tot i que un examen atent de l'ús real del sànscrit per part de Woods no va mostrar cap similitud en el llenguatge o la terminologia.
El text del Mahābhāṣya va ser editat per primera vegada de manera crítica per l'orientalista del segle xix Franz Kielhorn, que també va desenvolupar criteris filològics per distingir la veu de Kātyāyana de la de Patanjali. Posteriorment, han estrenada una sèrie d'edicions més, el text i la traducció de 1968 de SD Joshi i JHF Roodbergen sovint es consideren definitives. Malauradament, aquest darrer treball està incomplet.
Sovint s'afirma que Patanjali va afirmar que hi havia una hostilitat entre els grups bramínics ortodoxos (Astika) i els grups heterodoxos nàstika (budisme, jainisme i ateus), com la que hi havia entre una mangosta i una serp. Nathan McGovern argumenta que Patanjali mai va utilitzar aquesta analogia de serp-mangosta.
Patanjali també fa llum sobre esdeveniments contemporanis, comentant la recent incursió grega, i també sobre diverses tribus que vivien a les regions del nord-oest del subcontinent.

### Patanjalatantra
Patanjali també és l'autor reputat d'un text mèdic anomenat Patanjalah, també anomenat Patanjala o Patanjalatantra. Aquest text es cita en molts textos indis relacionats amb el ioga i la salut. Patanjali s'anomena autoritat mèdica en diversos textos sànscrits com Yogaratnakara, Yogaratnasamuccaya, Padarthavijnana, Cakradatta bhasya. Algunes d'aquestes cites són exclusives de Patanjala, però d'altres també es troben en els principals tractats de medicina hindú com Charaka Samhita i Sushruta Samhita.
Hi ha un quart erudit també anomenat Patanjali, que probablement va viure al segle VIII i va escriure un comentari sobre Charaka Samhita i aquest text es diu Carakavarttika. Els dos erudits mèdics anomenats Patanjali poden ser la mateixa persona, però en general s'accepta que és una persona completament diferent a la Patanjali que va escriure el clàssic de la gramàtica sànscrita Mahabhasya.

## Llegat
Patanjali és honrat amb invocacions i santuaris en algunes escoles modernes de ioga, com Ioga Iyengar i Ashtanga Vinyasa Yoga. L'estudiós de ioga David Gordon White escriu que la formació de professors de ioga sovint inclou instrucció obligatòria al Ioga Sutra. White anomena això curiós com a mínim, ja que, segons ell, el text és essencialment irrellevant per al ioga tal com s'ensenya i es practica avui, comentant que el Ioga Sutra no té gairebé discussió sobre postures, estiraments i respiració.